# Cavaso del Tomba
Cavaso del Tomba es una localidad y comune italiana de la provincia de Treviso, región de Véneto, con 2.965 habitantes.

## Evolución demográfica
| Gráfica de evolución demográfica de Cavaso del Tomba entre 1861 y 2001 |
|                                                                        |
| Fuente ISTAT - elaboración gráfica de Wikipedia                        |